# Cottiusculus
Cottiusculus – rodzaj ryb skorpenokształtnych z rodziny głowaczowatych (Cottidae).

## Klasyfikacja
Gatunki zaliczane do tego rodzaju:
- Cottiusculus gonez
- Cottiusculus nihonkaiensis
- Cottiusculus schmidti